# Danila Izotov
Danila Sergeyevich Izotov (em russo:  Данила Сергеевич Изотов; Novouralsk, 2 de outubro de 1991) é um nadador russo que conquistou uma medalha de bronze nos Jogos Olímpicos de Londres de 2012, no revezamento 4x100 metros livre, competindo com seus compatriotas Andrey Grechin, Nikita Lobintsev e Vladimir Morozov.